# Iablunivka, Prîlukî
Iablunivka (în ucraineană Яблунівка) este localitatea de reședință a comunei Iablunivka din raionul Prîlukî, regiunea Cernihiv, Ucraina.

## Demografie
Componența lingvistică a localității Iablunivka
     Ucraineană (98,28%)
     Rusă (1,53%)
     Alte limbi (0,19%)
Conform recensământului din 2001, majoritatea populației localității Iablunivka era vorbitoare de ucraineană (98,28%), existând în minoritate și vorbitori de rusă (1,53%).